# Bahnstrecke München–Garmisch-Partenkirchen
| | |                                                                |                                                                |
| Streckennummer (DB): | 5504 5540 (S-Bahn Hbf–Gauting) |                                                                |                                                                |
| Kursbuchstrecke (DB): | 960 (München–Innsbruck) 999.6 (S-Bahn München–Tutzing) |                                                                |                                                                |
| Kursbuchstrecke: | 402 (1946) 401a (München Hbf Starnberger Bf – Tutzing 1946) 401 (München Hbf Starnberger Bf – Gauting 1946) 401e, 410 (München Hbf Starnberger Bf – München-Pasing 1946) 406, 410 (München Hbf – München-Pasing 1946) |                                                                |                                                                |
| Streckenlänge: | 100,6 km |                                                                |                                                                |
| Spurweite: | 1435 mm (Normalspur) |                                                                |                                                                |
| Streckenklasse: | D4 (München–Tutzing) CE (Tutzing–Garmisch-Partenkirchen) |                                                                |                                                                |
| Stromsystem: | 15 kV 16,7 Hz ~ |                                                                |                                                                |
| Maximale Neigung: | 26 ‰ |                                                                |                                                                |
| Minimaler Radius: | 250 m |                                                                |                                                                |
| Streckengeschwindigkeit: | 140 km/h |                                                                |                                                                |
| Zugbeeinflussung: | PZB |                                                                |                                                                |
| Zweigleisigkeit: | München–Tutzing Murnau–Hechendorf |                                                                |                                                                |
| | |                                                                |                                                                |
| \| \| \| von München Ost (S-Bahn-Stammstrecke) \| \| \| \| 0,000 \| München Hbf tief \| München Hbf tief \| \| \| \| \| \| \| \| 0,159 \| München Hbf Gleis 27–36 (früher: München Hbf Starnberger Bf) \| 523 m \| \| \| \| \| \| \| \| 0,530 \| Ende S-Bahn-Tunnel \| Ende S-Bahn-Tunnel \| \| \| 0,797 \| München Hackerbrücke \| München Hackerbrücke \| \| \| \| \| \| \| \| 1,648 \| München Donnersbergerbrücke \| München Donnersbergerbrücke \| \| \| \| nach Lenggries \| \| \| \| 2,022 \| München-Neuhausen (Abzw) \| München-Neuhausen (Abzw) \| \| \| \| zur Bahnstrecke München–Regensburg \| \| \| \| 2,965 \| München Hirschgarten \| München Hirschgarten \| \| \| 3,170 \| München-Laim Rbf–München Süd \| München-Laim Rbf–München Süd \| \| \| 4,110 \| München-Laim Pbf \| München-Laim Pbf \| \| \| \| nach Petershausen \| \| \| \| \| \| \| \| \| 5,120 \| München–Regensburg, München–Treuchtlingen und München–Augsburg \| München–Regensburg, München–Treuchtlingen und München–Augsburg \| \| \| \| \| \| \| \| \| von München-Mittersendling \| \| \| \| 7,385 \| München-Pasing \| 527 m \| \| \| \| nach Augsburg und nach Buchloe \| \| \| \| 8,857 \| München-Westkreuz \| 530 m \| \| \| \| nach Herrsching \| \| \| \| 11,293 \| Lochham \| Lochham \| \| \| \| Gräflfing (1896–1900)[1] \| \| \| \| 11,324 \| Bundesautobahn 96 (42 m) \| Bundesautobahn 96 (42 m) \| \| \| 12,351 \| Gräfelfing \| 548 m \| \| \| 14,162 \| Planegg (ehem. Bf) \| 556 m \| \| \| 14,540 \| Planegg Üst \| Planegg Üst \| \| \| 14,754 \| Planegg Awanst \| Planegg Awanst \| \| \| 15,766 \| Stockdorf \| Stockdorf \| \| \| \| Anschluss Tanklager Krailling \| \| \| \| \| \| \| \| \| 18,924 \| Gauting \| 584 m \| \| \| 23,523 \| Mühlthal (Oberbay) \| 621 m \| \| \| 26,699 \| Starnberg Nord (seit 2001) \| Starnberg Nord (seit 2001) \| \| \| 27,922 \| Starnberg \| 587 m \| \| \| 32,730 \| Possenhofen (ehem. Bf) \| 630 m \| \| \| 34,785 \| Feldafing (ehem. Bf) \| 648 m \| \| \| 39,566 \| Tutzing \| 612 m \| \| \| 41,582 \| Tutzing-Unterzeismering (Abzw) \| Tutzing-Unterzeismering (Abzw) \| \| \| \| nach Kochel \| \| \| \| 43,636 \| Diemendorf (bis 1996) \| 622 m \| \| \| 48,938 \| Wilzhofen (ehem. Pers.-Halt) \| 565 m \| \| \| \| von Mering \| \| \| \| 53,445 \| Weilheim (Oberbay) \| 561 m \| \| \| \| nach Peißenberg \| \| \| \| 57,290 \| Polling (ehem. Pers.-Halt) \| 566 m \| \| \| 62,042 \| Huglfing \| 595 m \| \| \| 69,254 \| Uffing am Staffelsee \| 666 m \| \| \| 74,851 \| Murnau \| 692 m \| \| \| \| nach Oberammergau \| \| \| \| 77,952 \| Hechendorf (Üst, ehem. Bf) \| Hechendorf (Üst, ehem. Bf) \| \| \| 78,223 \| Ramsach (51 m) \| Ramsach (51 m) \| \| \| 78,528 \| Loisach (44 m) \| Loisach (44 m) \| \| \| 81,070 \| Ohlstadt \| 636 m \| \| \| 84,907 \| Loisach (73 m) \| Loisach (73 m) \| \| \| \| Anschluss Hartsteinwerk Werdenfels (bis 2007) \| \| \| \| 85,443 \| Eschenlohe \| 636 m \| \| \| 91,872 \| Oberau \| 653 m \| \| \| 95,618 \| Farchant \| 671 m \| \| \| 97,318 \| Loisach (39 m) \| Loisach (39 m) \| \| \| 98,000 \| Bundesstraße 23 (58 m) \| Bundesstraße 23 (58 m) \| \| \| \| (Neutrassierung 1912) \| \| \| \| \| Garmisch-Partenkirchen (bis 1912) \| 701 m \| \| \| 99,879 \| Partnach (49 m) \| Partnach (49 m) \| \| \| 100,551 \| Garmisch-Partenkirchen (seit 1912) \| 708 m \| \| \| \| Übergang zur Zugspitzbahn \| \| \| \| \| nach Reutte in Tirol \| \| \| \| \| nach Innsbruck Westbf \| \| \| \| \| \| \| \| Quellen: [2][3][4][5][6] \| \| \| \| | |                                                                |                                                                |
| Strecke (im Tunnel) | | von München Ost (S-Bahn-Stammstrecke)                          | von München Ost (S-Bahn-Stammstrecke)                          |
| Haltepunkt / Haltestelle (im Tunnel) | 0,000 | München Hbf tief                                               | München Hbf tief                                               |
| | |                                                                |                                                                |
| Strecke (im Tunnel) · Kopfbahnhof Streckenanfang | 0,159 | München Hbf Gleis 27–36 (früher: München Hbf Starnberger Bf)   | 523 m                                                          |
| | |                                                                |                                                                |
| Tunnelende · Strecke | 0,530 | Ende S-Bahn-Tunnel                                             | Ende S-Bahn-Tunnel                                             |
| Bahnhof · Strecke | 0,797 | München Hackerbrücke                                           | München Hackerbrücke                                           |
| Abzweig geradeaus und von links · Abzweig geradeaus und nach rechts | |                                                                |                                                                |
| Bahnhof · Strecke | 1,648 | München Donnersbergerbrücke                                    | München Donnersbergerbrücke                                    |
| Abzweig geradeaus und nach links · Kreuzung geradeaus oben | | nach Lenggries                                                 | nach Lenggries                                                 |
| Strecke · Blockstelle | 2,022 | München-Neuhausen (Abzw)                                       | München-Neuhausen (Abzw)                                       |
| Strecke · Abzweig geradeaus und nach links | | zur Bahnstrecke München–Regensburg                             | zur Bahnstrecke München–Regensburg                             |
| Haltepunkt / Haltestelle · Strecke | 2,965 | München Hirschgarten                                           | München Hirschgarten                                           |
| Kreuzung geradeaus oben · Kreuzung geradeaus oben | 3,170 | München-Laim Rbf–München Süd                                   | München-Laim Rbf–München Süd                                   |
| Bahnhof · Strecke | 4,110 | München-Laim Pbf                                               | München-Laim Pbf                                               |
| Abzweig geradeaus und nach rechts · Strecke | | nach Petershausen                                              | nach Petershausen                                              |
| | |                                                                |                                                                |
| Kreuzung geradeaus oben · Kreuzung geradeaus oben | 5,120 | München–Regensburg, München–Treuchtlingen und München–Augsburg | München–Regensburg, München–Treuchtlingen und München–Augsburg |
| | |                                                                |                                                                |
| Strecke · Abzweig geradeaus und von links | | von München-Mittersendling                                     | von München-Mittersendling                                     |
| Bahnhof · Bahnhof | 7,385 | München-Pasing                                                 | 527 m                                                          |
| Abzweig geradeaus und nach rechts · Abzweig geradeaus und nach rechts | | nach Augsburg und nach Buchloe                                 | nach Augsburg und nach Buchloe                                 |
| Haltepunkt / Haltestelle · Strecke | 8,857 | München-Westkreuz                                              | 530 m                                                          |
| Abzweig geradeaus und nach rechts · Strecke | | nach Herrsching                                                | nach Herrsching                                                |
| Haltepunkt / Haltestelle · Strecke | 11,293 | Lochham                                                        | Lochham                                                        |
| Strecke · ehemaliger Haltepunkt / Haltestelle | | Gräflfing (1896–1900)                                          | Gräflfing (1896–1900)                                          |
| Brücke · Brücke | 11,324 | Bundesautobahn 96 (42 m)                                       | Bundesautobahn 96 (42 m)                                       |
| Haltepunkt / Haltestelle · Strecke | 12,351 | Gräfelfing                                                     | 548 m                                                          |
| Haltepunkt / Haltestelle · ehemaliger Bahnhof | 14,162 | Planegg (ehem. Bf)                                             | 556 m                                                          |
| Blockstelle · Strecke | 14,540 | Planegg Üst                                                    | Planegg Üst                                                    |
| Strecke · Blockstelle | 14,754 | Planegg Awanst                                                 | Planegg Awanst                                                 |
| Haltepunkt / Haltestelle · Strecke | 15,766 | Stockdorf                                                      | Stockdorf                                                      |
| Abzweig geradeaus und ehemals von rechts · Strecke | | Anschluss Tanklager Krailling                                  | Anschluss Tanklager Krailling                                  |
| Strecke nach links · Abzweig geradeaus und von rechts | |                                                                |                                                                |
| Bahnhof | 18,924 | Gauting                                                        | 584 m                                                          |
| ehemaliger Bahnhof | 23,523 | Mühlthal (Oberbay)                                             | 621 m                                                          |
| Haltepunkt / Haltestelle | 26,699 | Starnberg Nord (seit 2001)                                     | Starnberg Nord (seit 2001)                                     |
| Bahnhof | 27,922 | Starnberg                                                      | 587 m                                                          |
| Haltepunkt / Haltestelle | 32,730 | Possenhofen (ehem. Bf)                                         | 630 m                                                          |
| Haltepunkt / Haltestelle | 34,785 | Feldafing (ehem. Bf)                                           | 648 m                                                          |
| Bahnhof | 39,566 | Tutzing                                                        | 612 m                                                          |
| Blockstelle | 41,582 | Tutzing-Unterzeismering (Abzw)                                 | Tutzing-Unterzeismering (Abzw)                                 |
| Abzweig geradeaus und nach links | | nach Kochel                                                    | nach Kochel                                                    |
| ehemaliger Bahnhof | 43,636 | Diemendorf (bis 1996)                                          | 622 m                                                          |
| Dienststation / Betriebs- oder Güterbahnhof | 48,938 | Wilzhofen (ehem. Pers.-Halt)                                   | 565 m                                                          |
| Abzweig geradeaus und von rechts | | von Mering                                                     | von Mering                                                     |
| Bahnhof | 53,445 | Weilheim (Oberbay)                                             | 561 m                                                          |
| Abzweig geradeaus und nach rechts | | nach Peißenberg                                                | nach Peißenberg                                                |
| Dienststation / Betriebs- oder Güterbahnhof | 57,290 | Polling (ehem. Pers.-Halt)                                     | 566 m                                                          |
| Bahnhof | 62,042 | Huglfing                                                       | 595 m                                                          |
| Bahnhof | 69,254 | Uffing am Staffelsee                                           | 666 m                                                          |
| Bahnhof | 74,851 | Murnau                                                         | 692 m                                                          |
| Abzweig geradeaus und nach rechts | | nach Oberammergau                                              | nach Oberammergau                                              |
| Blockstelle | 77,952 | Hechendorf (Üst, ehem. Bf)                                     | Hechendorf (Üst, ehem. Bf)                                     |
| Brücke über Wasserlauf | 78,223 | Ramsach (51 m)                                                 | Ramsach (51 m)                                                 |
| Brücke über Wasserlauf | 78,528 | Loisach (44 m)                                                 | Loisach (44 m)                                                 |
| Bahnhof | 81,070 | Ohlstadt                                                       | 636 m                                                          |
| Brücke über Wasserlauf | 84,907 | Loisach (73 m)                                                 | Loisach (73 m)                                                 |
| Abzweig geradeaus und ehemals von rechts | | Anschluss Hartsteinwerk Werdenfels (bis 2007)                  | Anschluss Hartsteinwerk Werdenfels (bis 2007)                  |
| Bahnhof | 85,443 | Eschenlohe                                                     | 636 m                                                          |
| Bahnhof | 91,872 | Oberau                                                         | 653 m                                                          |
| Bahnhof | 95,618 | Farchant                                                       | 671 m                                                          |
| Brücke über Wasserlauf | 97,318 | Loisach (39 m)                                                 | Loisach (39 m)                                                 |
| Brücke | 98,000 | Bundesstraße 23 (58 m)                                         | Bundesstraße 23 (58 m)                                         |
| Strecke von links · Abzweig ehemals geradeaus und nach rechts | | (Neutrassierung 1912)                                          | (Neutrassierung 1912)                                          |
| Strecke · Kopfbahnhof Streckenende (Strecke außer Betrieb) | | Garmisch-Partenkirchen (bis 1912)                              | 701 m                                                          |
| Brücke über Wasserlauf | 99,879 | Partnach (49 m)                                                | Partnach (49 m)                                                |
| Bahnhof | 100,551 | Garmisch-Partenkirchen (seit 1912)                             | 708 m                                                          |
| Strecke | | Übergang zur Zugspitzbahn                                      | Übergang zur Zugspitzbahn                                      |
| Abzweig geradeaus und nach rechts | | nach Reutte in Tirol                                           | nach Reutte in Tirol                                           |
| Strecke | | nach Innsbruck Westbf                                          | nach Innsbruck Westbf                                          |
| | |                                                                |                                                                |
| Quellen: | |                                                                |                                                                |

Die Bahnstrecke München–Garmisch-Partenkirchen ist eine elektrifizierte Hauptbahn in Bayern. Sie führt von München über Starnberg, Weilheim und Murnau nach Garmisch-Partenkirchen.

## Geschichte

### Bau bis Starnberg
Bereits 1845 beabsichtigte der königliche Baurat Ulrich Himbsel eine Bahnstrecke von München bis zur südlichen Landesgrenze zu bauen. Am 25. September 1849 wurde ein Vertrag zwischen der Generaldirektion der bayerischen Verkehrs-Anstalten (Königlich Bayerische Staats-Eisenbahnen; K.Bay.Sts.B) und Himbsel geschlossen, eine Pachtbahn bis Starnberg zu erbauen, sowie eine Dampfschifffahrt auf dem Würmsee einzurichten.
Der Bau begann am 5. November 1853 und der Abschnitt von München Starnberger Bahnhof über Pasing bis Planegg konnte am 21. Mai 1854 eröffnet werden. Zwischen München und Pasing erhielt die Strecke der München-Augsburger Eisenbahn-Gesellschaft ein zweites Gleis und wurde gemeinsam benutzt. Die Verlängerungen nach Gauting am 16. Juli, nach Mühlthal am 16. September und nach Starnberg am 28. November folgten noch im selben Jahr. Zum 1. Januar 1862 kaufte der Staat die Strecke, der bisher auch schon den Betrieb auf Pachtbasis geführt hatte.

### Starnberg–Peißenberger Bahn
Zum Abtransport der in Peißenberg und Penzberg geförderten Pechkohle wurde im Mai 1863 ein Vertrag zum Bau der Pachtbahnen Starnberg–Tutzing–Penzberg und Tutzing–Peißenberg zwischen der K.Bay.Sts.B. und der Stadt Weilheim geschlossen.
Die Stadt Weilheim finanzierte den Weiterbau ab Starnberg. Tutzing wurde am 1. Juli 1865 angeschlossen. Von Tutzing wurde zunächst die Strecke nach Penzberg weitergebaut, welche am 16. Oktober 1865 eröffnet wurde. Weiter wurde am 1. Februar 1866 die Strecke über Weilheim nach Unterpeißenberg eröffnet und 1917 bis Schongau verlängert.

### Vizinalbahn Weilheim–Murnau
Am 8. Mai 1874 gründete der Murnauer Reichstagsabgeordnete Emeran Kottmüller ein Eisenbahnkomitee mit dem Ziel, eine Vizinalbahn von Weilheim nach Murnau zu bauen. Zusammen mit dem Markt Murnau und den umliegenden Gemeinden brachte man genug Kapital als Zinsgarantie auf, sodass im Herbst 1875 die Angelegenheit vor den Bayerischen Landtag kommen konnte. Am 10. Juli 1876 wurde das Projekt »Bahn von Weilheim nach Murnau« genehmigt und am 29. Juli durch ein Gesetz endgültig geregelt, am 10. November unterzeichnete Murnau mit der Generaldirektion der Königlich Bayerischen Verkehrsanstalten den Vertrag, nachdem die Kreditverhandlungen geregelt waren. Am 2. Januar des Folgejahres wurde das Projekt ministeriell genehmigt. Verhandlungen zum Grunderwerb wurden ab August geführt und 1878 abgeschlossen. Erst am 15. Mai 1879 konnte die Bahnstrecke als letzte bayerische Vizinalbahn in Betrieb genommen werden. 1898 wurde die Vizinalbahn – eine formal drittklassige Bahnstrecke mit einer Höchstgeschwindigkeit von 30 km/h – zur Hauptbahn aufgewertet.
Seit 1898 besteht in Weilheim die Übergangsmöglichkeit zur Ammerseebahn.

### Murnau–Garmisch-Partenkirchen
In den Jahren zuvor gab es bereits Überlegungen, eine Schmalspurbahn von Murnau nach Süden zu bauen. Die Absicht der Firma Lechner und Krützner im Jahr 1884 eine Lokalbahn zu bauen, scheiterte am Widerstand des Bezirksrates, weil einige Mitglieder zu König Ludwig II. loyal bleiben mochten. Der bayerische Staat hatte zuvor eine Weiterbau aus Rentabilitätsgründen abgelehnt.
Erst am 23. September 1888 erhielt die Lokalbahn Aktien-Gesellschaft (LAG) die Konzession zum Bau und Betrieb einer Lokalbahn von Murnau in das damals noch eigenständige Partenkirchen.
Die 25,7 Kilometer lange eingleisige Strecke wurde nach einer Bauzeit von lediglich 9,5 Monaten am 25. Juli 1889 eröffnet, nachdem bereits am 2. Juli desselben Jahres eine erste Probefahrt stattgefunden hatte. Der Abschnitt Farchant–Partenkirchen wurde sogar bereits am 2. Februar 1889 erstmals befahren. Der in Partenkirchen gelegene Bahnhof trug von Anfang an den Doppelnamen Garmisch-Partenkirchen, während die Gemeinden erst 1935 zusammengeschlossen wurden. Von Beginn an bestanden Kurswagenverbindungen von und nach München, im Jahr 1900 wurde der erste durchgängige Schnellzug München–Garmisch-Partenkirchen gefahren. Seine Fahrzeit betrug drei Stunden.
Um die Jahrhundertwende 1900 wurden Überlegungen zum Bau einer Bahnstrecke zwischen Garmisch-Partenkirchen und Innsbruck intensiviert und zum 22. November 1904 in einem Staatsvertrag zwischen Bayern und Österreich festgeschrieben. Auf bayerischer Seite sollten Bau und Betrieb durch die K.Bay.Sts.B wahrgenommen werden. Die LAG war aber nicht bereit, die Kosten für den dazu nötigen Ausbau ihrer Strecke Murnau–Garmisch-Partenkirchen zu übernehmen und trat in Verhandlungen mit der K.Bay.Sts.B ein. Diese endeten mit dem Ergebnis, dass die LAG ihre Infrastruktur zum 1. Januar 1908 für 3,5 Millionen Goldmark an die K.Bay.Sts.B verkaufte und diese den Ausbau zu einer Hauptbahn vornahm. Dabei wurde 1911/1912 auch der Bahnhof Garmisch-Partenkirchen westlich der Partnach neu angelegt.

### Ausbau und Elektrifizierung
1885 wurde der Streckenabschnitt von Pasing bis Starnberg zweigleisig ausgebaut. Am 28. September 1892 nahmen die Königlich Bayerischen Staatseisenbahnen das zweite Streckengleis zwischen München Centralbahnhof und Pasing in Betrieb. 1900 folgte der zweigleisige Ausbau zwischen Starnberg und Tutzing.
Am 1. Mai 1900 nahmen die Bayerischen Staatsbahnen zwischen Pasing und Planegg parallel zur bestehenden Strecke die zweigleisige Vorortbahn in Betrieb, wodurch auf diesem Abschnitt nun vier Streckengleise vorhanden waren. An der Vorortbahn entstand der zusätzliche Haltepunkt Lochham und der 1896 eröffnete Haltepunkt Gräfelfing wurde von den Ferngleisen an die Vorortbahn verlegt. Der Bahnhof Planegg wurde zum Inselbahnhof umgebaut. Bis zum 1. Oktober 1902 verlängerten die Bayerischen Staatsbahnen die Vorortbahn eingleisig von Planegg bis Gauting und errichteten auf diesem Abschnitt die neue Zwischenstation Stockdorf. Zum 1. Juni 1908 wurde auch zwischen Planegg und Gauting ein zweites Vorortgleis in Betrieb genommen, das 1918 wieder abgebaut wurde.
Die Karwendelbahn (auch als Mittenwaldbahn bezeichnet) von Innsbruck nach Garmisch, 1912 fertiggestellt, war von Beginn an als elektrifizierte Bahn geplant, und so konnte ab dem 25. April 1913 der elektrische Betrieb in Garmisch aufgenommen werden. Ungefähr einen Monat später wurde er auf die Außerfernbahn weitergeführt. Doch erst 1924 mit der Inbetriebnahme des Walchenseekraftwerks wurden die seit längerem bestehenden Elektrifizierungspläne weiter verfolgt. Am 3. Dezember 1924 konnte die Deutsche Reichsbahn den elektrischen Betrieb auf der Strecke Garmisch–Murnau aufnehmen – die Strecke wurde mit Strom aus dem Walchenseekraftwerk versorgt – und am 5. Januar 1925 wurde der elektrische Betrieb bis Weilheim aufgenommen. Am 16. Februar konnte der Betrieb bis Starnberg fortgeführt werden und bereits in der Nacht vom 19. auf den 20. Februar 1925 konnte die erste elektrische Probefahrt nach München Hauptbahnhof unternommen werden. Am 21. Februar traf in München der erste elektrisch bespannte Zug – ein Schnellzug – aus Garmisch ein und seit dem 23. Februar wurden sämtliche Reisezüge elektrisch betrieben. Insgesamt benötigte die Inbetriebnahme der Elektrifizierung der gesamten Strecke also nur 45 Tage. Am 16. März 1925 nahm die Deutsche Reichsbahn auf der Vorortbahn zwischen Pasing und Gauting den elektrischen Betrieb auf. Ab 1935 wurde im Kreuzlinger Forst das Tanklager Krailling, ein als Schokoladenfabrik getarntes, militärisches Treibstofflager, errichtet. Dieses erhielt neben dem Hauptanschluss vom Bahnhof München-Freiham aus Richtung Norden auch einen Nebenanschluss im Bahnhof von Gauting aus Richtung Süden. Dieses Gleis wurde gegen Ende des Zweiten Weltkriegs bei einem Bombenangriff auf dort abgestellte Kesselwagen zerstört, aber nie wieder instand gesetzt. Heute sind nur noch wenige Überreste davon zu finden.
Ab 1930 verkehrte der Karwendel-Express zwischen München und Innsbruck mit eigens konstruierten Wagen mit elektrischer Heizung, Mittelgang und großen Fenstern.

### Zweigleisiger Ausbau
1933 wurde die Strecke Murnau–Garmisch zur Hauptbahn erhoben. Da 1936 die Olympischen Winterspiele in dem Ort, der erst 1935 zu Garmisch-Partenkirchen vereinigt wurde, stattfinden sollten, wurde die Strecke ausgebaut. Da der Abschnitt Murnau–Garmisch als Lokalbahn errichtet worden war, hatte man beim Bau weniger auf eine günstige Streckenführung denn auf eine schnelle Fertigstellung geachtet. Es waren vor allem starke Krümmungen und Brücken geringer Tragfähigkeiten umzubauen. Weitere Probleme verursachte der Abschnitt Hechendorf–Murnau, da hier 26 ‰ Steigung zu überwinden waren, Züge also unter Umständen nachgeschoben werden mussten, und die nach Hechendorf zurückkehrenden Schiebeloks die Zugfolge beeinträchtigten sowie der Abschnitt Huglfing–Uffing, da er mit etwa sieben Kilometer der längste war, und somit auf der eingleisigen Strecke ausschlaggebend für die Zugfolge.
Aus den genannten Gründen beschloss der Verwaltungsrat der Deutschen Reichsbahn-Gesellschaft am 26. und 27. März 1935 den zweigleisigen Ausbau des Abschnitts Huglfing–Hechendorf. Der Ausbau sollte bis zum Beginn des Winters 1935, spätestens jedoch zu den Olympischen Winterspielen 1936 vollendet sein. Neben dem zweiten Gleis wurde auch das Gleisbett verbessert, wurden Gleisbögen entschärft und die Bahnhöfe Huglfing, Uffing, Murnau und Hechendorf erheblich erweitert. Bereits am 18. Dezember 1935 konnte das ausgebaute Teilstück wieder in Betrieb genommen werden, obwohl umfangreiche Bauwerke wie eine sechs Meter hohe Brücke über die heutige Bundesstraße 2, und der Umbau der Brücke der Oberammergauer Strecke – hier musste ein Flügel am nördlichen Ende der Brücke abgebrochen und nach Norden versetzt wieder aufgebaut werden, um Platz für das zweite Gleis zu schaffen – in Murnau zu vollenden waren. Das zweite Gleis wurde im Abschnitt Huglfing–Murnau aber bereits 1942–1943 kriegsbedingt wieder abgebaut, Schotter und Schwellen wurden 1954 beim Umbau der Ammergaubahn verwendet. Der Abschnitt Murnau–Hechendorf ist noch heute zweigleisig in Betrieb, und zwischen Huglfing und Murnau ist die Trasse des zweiten Gleises noch erkennbar.
Mit dem Ausbau verbunden war eine Erhöhung der Streckenhöchstgeschwindigkeit: Tutzing–Murnau von 80 km/h auf 110 km/h, Murnau–Garmisch-Partenkirchen von 55 km/h auf 80 km/h.

### 1968–2004

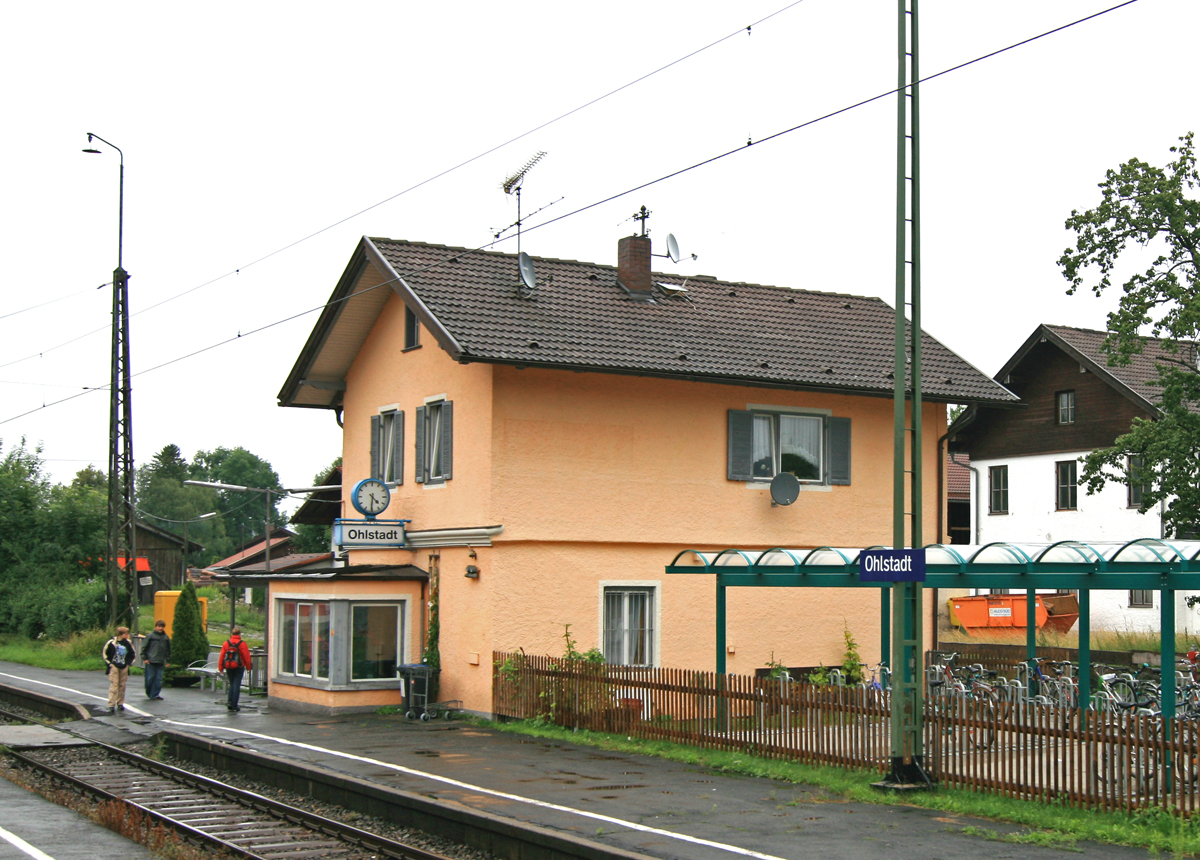
Bahnhof Ohlstadt

Ab Ende der 1960er Jahre wurde die Strecke zwischen München und Tutzing für den geplanten S-Bahn-Betrieb ausgebaut. Das zweite Gleis der Vorortbahn zwischen Planegg und Gauting wurde bis 1968 wiederaufgebaut, sodass zwischen München und Gauting vier Streckengleise zur Verfügung standen. Die Stationen zwischen München und Tutzing wurden modernisiert und erhielten neue 76 cm hohe Bahnsteige. Das in Insellage befindliche Empfangsgebäude von Planegg wurde abgebrochen und die Gleise der Vorortbahn an dieser Stelle begradigt.
Am 28. Mai 1972 nahm die S-Bahn München den Betrieb auf. Die Bahnstrecke München–Garmisch-Partenkirchen wird seitdem von der Linie S6 befahren. Die S-Bahn-Züge nutzen zwischen München-Pasing und Gauting die separaten Gleise der Vorortbahn und fahren ab Gauting im Mischbetrieb auf den Ferngleisen bis Tutzing.
Die Bahnhöfe Diemendorf, Wilzhofen, Polling, Hechendorf und Farchant wurden Anfang der 1980er Jahre nur noch vereinzelt angefahren und schließlich am 2. Juni 1984 für den Personenverkehr aufgelassen. Gleichzeitig stellte die Deutsche Bundesbahn auch an den Bahnhöfen Planegg und Gauting die Regionalzughalte ein und legte die Bahnsteige an den Ferngleisen still, beide Stationen werden jedoch weiterhin auf den Vorortgleisen von der S-Bahn München bedient. Wilzhofen, Polling und Farchant blieben als Kreuzungsbahnhöfe erhalten, in Diemendorf wurde das zweite Gleis 1996 gegen erhebliche Bedenken von Fahrgastverbänden abgebaut, was dazu führte, dass viele Züge bis zu fünf Minuten in Tutzing auf den aus Weilheim kommenden, verspäteten Gegenzug warten müssen.
Seit 1982 gibt es auf der Strecke einen Stundentakt, seit 1994 wird er als „Werdenfels-Takt“ vermarktet. In den Spitzenzeiten gibt es Verdichtungen auf 30 Minuten.
1985 erhielt Murnau das erste elektronische Stellwerk (ESTW) der Deutschen Bundesbahn – das heißt, ein computerbetriebenes Stellwerk. Drei Jahre lang arbeitete es parallel zum bisherigen Stellwerk ohne Sicherheitsverantwortung, um Erfahrungen zu sammeln. Erst am 29. November 1988 übernahm es eigenständig den Betrieb. Zum 28. November 2008 wurde es durch einen Satelliten des ESTW Garmisch ersetzt.
Ende 1995 wurden in Huglfing und Uffing die niedrigen Zwischenbahnsteige mit niveaugleichen Übergängen durch Außenbahnsteige ersetzt.
Im Jahr 2001 kam es zu einem bis dahin bundesweit einmaligen Vorgang, als die DB Netz AG den zweigleisigen Abschnitt zwischen Murnau und Hechendorf auf ein Gleis zurückbauen und die Kreuzungsbahnhöfe Ohlstadt und Farchant auflassen wollte. Auf Druck der Region Oberland, die die Gleisanlagen erhalten wollte, um den Zugverkehr in der Zukunft attraktiver gestalten zu können, untersagte der Freistaat Bayern dem EBA zeitlich unbefristet, die Planungen der Deutschen Bahn zu genehmigen. Mit dieser Entscheidung kam der Freistaat einem Gerichtsurteil zuvor.
Am 22. Juni 2002 wurde das neue ESTW Garmisch-Partenkirchen in Betrieb genommen. Infolgedessen wurden die Gleisanlagen von neun Durchgangsgleisen auf vier zurückgebaut. Die Steuerung der ESTW-Unterzentrale erfolgte bis 31. Juli 2007 von der Betriebszentrale (BZ) München aus. Aufgrund der Gründung des Regionalnetzes Karwendel wurden die Bedienplätze in Garmisch ausgebaut und die Steuerung des Stellwerks nach Garmisch-Partenkirchen verlegt.

### Seit 2004
Nachdem die Deutsche Bahn beschlossen hatte, das Elektronische Stellwerk (ESTW) Garmisch-Partenkirchen auf weite Teile der Strecke auszuweiten, und nachdem Garmisch-Partenkirchen im Jahr 2006 den Zuschlag für die Alpinen Skiweltmeisterschaften 2011, für die insgesamt 88 Sonderzüge eingesetzt wurden, erhalten hatte, wurde die Strecke ausgebaut und modernisiert.
Zuerst wurden die Bahnhöfe Eschenlohe und Oberau im Jahr 2007 an das ESTW angeschlossen und erhielten neue Außenbahnsteige, die allerdings z. T. erst im Jahr 2010 fertiggestellt wurden.
In den folgenden Jahren wurden auch die Bahnhöfe Huglfing, Uffing und Murnau an das neue Stellwerk angeschlossen. Die Bahnhöfe Murnau und Garmisch-Partenkirchen erhielten barrierefreie Bahnsteigzugänge. Außerdem wurden im Zuge der Ski-WM mehrere Bahnübergänge geschlossen oder erneuert.
Auch die Oberleitungen wurden nach und nach erneuert, sodass heute (2016) nur noch im Abschnitt Farchant–Garmisch-Partenkirchen die alte Oberleitung in Betrieb ist. Nach verschiedenen Verzögerungen wurde im Dezember 2010 der Bahnhof Farchant reaktiviert, wo seitdem nahezu alle Regionalzüge halten.
Im Frühjahr 2010 wurde bekannt, dass auf Antrag der DB die Gleisanlagen für Güterverkehr und das Betriebswerk in Garmisch-Partenkirchen zurückgebaut werden sollen. Pro Bahn legte dagegen Einspruch ein, da der Fahrgastverband vermutete, dass die DB mögliche Konkurrenten daran hindern wollte, auf dem Gelände eine Fahrzeugwerkstatt zu errichten.
Im Zuge des neuen Fahrplankonzepts ab Dezember 2013 wurde die Bahnstrecke weiter ausgebaut.
Im Sommer 2012 wurde die Huglfinger Kurve zwischen Huglfing und Polling umgebaut. Die Strecke wurde hier um mehrere Meter verlegt und der Bogenhalbmesser vergrößert, sodass die Züge hier nun 110 km/h statt vormals 90 km/h fahren können. Allerdings wurde diese Geschwindigkeitsbeschränkung erst im Dezember 2013 aufgehoben.
2013 wurde der Bahnhof Tutzing um- und barrierefrei ausgebaut. Der Bahnsteig für die S-Bahn wurde erhöht und der Bahnhof so umgebaut, dass Züge geflügelt werden können. Dies war für den neuen, seit Dezember 2013 geltenden Werdenfels-Takt erforderlich. Außerdem wurde die Strecke durch den Einbau einer Weichenverbindung zwischen der Bahnstrecke nach Garmisch-Partenkirchen und der Kochelseebahn zwischen Tutzing und Unterzeismering zweigleisig ausgebaut.
Die Strecke wurde vom Hochwasser 2013 an mehreren Stellen in Mitleidenschaft gezogen, weshalb sie zwischen Tutzing und Garmisch-Partenkirchen gesperrt werden musste. Der größte Schaden war ein Grundbruch am Bahndamm zwischen Tutzing und Weilheim, dessen Reparatur ursprünglich zwei Wochen dauern sollte. Da der Schaden allerdings umfangreicher war als zu Beginn angenommen, verzögerte sich die Wiederinbetriebnahme bis zum 26. Juni 2013. Zuvor verursachten bereits das Pfingsthochwasser 1999 und das Alpenhochwasser 2005 Schäden an der Bahnstrecke.
Im Sommer 2013 sollten der Bahnhof Ohlstadt barrierefrei ausgebaut werden sowie der nördlich davon gelegene Bogen begradigt werden, um die Geschwindigkeit in der nördlichen Bahnhofszufahrt von 80 km/h auf 100 km/h erhöhen zu können. Hierfür wäre der Mittelbahnsteig durch zwei ca. 300 m weiter südlich gelegene Außenbahnsteige am Bahnübergang Partenkirchner Straße ersetzt worden, um die Weiche ebenso nach Süden versetzen zu können. Da hierdurch das Empfangsgebäude und die dort gelegenen P+R- und B+R-Plätze deutlich zu weit von den Bahnsteigen entfernt lägen und für den Zugang zu dem in Ausnahmefällen genutzten Gleis 2 der beschrankte Bahnübergang zu queren wäre, formierte sich Widerstand. Einer der Kritiker war der Fahrgastverband Pro Bahn, der einen Alternativvorschlag vorstellte. Diesen Vorschlag wies aber die Deutsche Bahn zurück, da dann der Bogen nicht begradigt werden könne und somit keine Geschwindigkeitserhöhung möglich sei. Um die für das Werdenfelser Netz notwendigen Fahrzeiten einzuhalten, entschieden die Bahn und die Bayerische Eisenbahngesellschaft als Besteller, bis zum Umbau des Bahnhofs neun Züge pro Tag an diesem Bahnhof entfallen zu lassen, um den notwendigen Betriebspuffer zu erzeugen. Der Umbau begann 2013 mit ersten Arbeiten. Die wesentlichen Bauarbeiten erfolgten jedoch erst nach langem Streit zwischen den Parteien im Jahr 2015. Anschließend wurde der Bahnhof Ohlstadt an das ESTW Garmisch angeschlossen.
Von Mai 2016 bis Juli 2017 wurde der Bahnhof Weilheim umfassend barrierefrei ausgebaut. Dazu wurden neue Bahnsteige mit Aufzügen errichtet und ein neues elektronisches Stellwerk errichtet. Seit Abschluss der Arbeiten ist Weilheim ein ICE-Halt.
Das neue elektronische Stellwerk in Weilheim ersetzte das Relaisstellwerk der Bauart Sp Dr L60 aus dem Jahr 1980 und stellt die beiden benachbarten Bahnhöfe Wilzhofen und Polling mit. Ebenfalls wurden die Bedienplätze des ESTW Garmisch nach Weilheim verlegt. Somit sind nach Stand Anfang 2018 folgende Betriebsstellen an das ESTW angeschlossen: Wilzhofen, Weilheim, Polling, Huglfing, Uffing, Murnau, Bad Kohlgrub, Hechendorf, Ohlstadt, Eschenlohe, Oberau, Farchant, Garmisch-Partenkirchen, Kaltenbrunn und Mittenwald. Seit November 2018 werden die Bahnhöfe der Kochelseebahn mit einem separaten Bedienplatz ebenfalls von Weilheim aus ferngesteuert.
Nach dem Eisenbahnunfall von Burgrain im Juni 2022 war die Bahnstrecke zwischen Murnau und Garmisch-Partenkirchen bis Mitte November gesperrt. In dieser Zeit wurden neben der Instandsetzung der Unfallstelle die Gleise zwischen Murnau und Garmisch-Partenkirchen an mehreren Stellen auf insgesamt 11 Kilometern erneuert. Von Mitte Juni bis Mitte Juli 2023 wurden die Gleise zwischen Unterzeismering und Weilheim, von Ende Juli bis Mitte August 2023 zwischen Uffing und Murnau, südlich des ehemaligen Bahnhofs Polling, nördlich des Bahnhofs Huglfing sowie am Nordkopf des Bahnhofs Uffing und von Ende August bis Anfang September 2023 zwischen Farchant und Garmisch-Partenkirchen erneuert.
Für die künftige Verkehrsführung am geplanten Nordportal des Tunnel Starnberg wurde im Jahr 2023 die Eisenbahnunterführung der Bundesstraße 2 in Starnberg erneuert. Mit einer Breite von 26,3 Metern ist die neue Unterführung rund 7 Meter breiter als die alte. Dafür wurde die Strecke von Ende August 2023 bis Anfang September gesperrt. Im gleichen Zeitraum wurde auch die Bahnunterführung an der Paosostraße in Pasing erneuert.
Im August 2023 gab die bayerische Staatsregierung der Deutschen Bahn für über 3 Millionen Euro den Auftrag zur Grundlagenermittlung und Vorplanung zum zweigleisigen Ausbau und möglicher Geschwindigkeitsanhebung zwischen Uffing und Murnau mit voraussichtlichem Abschluss im Jahr 2026.
Ein im Rahmen des Projektes „Bahnausbau Region München“ durchgeführtes Gutachten befand die Kapazitätserweiterung der Strecke zwischen Pasing und Weilheim für Positiv. Dies soll unter anderem mit dem ursprünglich als eigenes Projekt der Blockverdichtung bei Diemendorf einhergehen.

### Zwischenfälle
1995
Am 12. Dezember 1995 verursachte die Vorbeifahrt eines Regionalexpresses an dem „Halt“ gebietenden Ausfahrsignal im Bahnhof Garmisch-Partenkirchen einen Frontalzusammenstoß bei dem ein Mensch starb und weitere 51 verletzt wurden. Bei dem Eisenbahnunfall wurde der zweite beteiligte Zug, der Gläserne Zug, so schwer beschädigt, dass er nicht mehr eingesetzt werden konnte.
2022
Am 3. Juni 2022 kamen fünf Menschen ums Leben, als eine Regionalbahn zwischen Garmisch-Partenkirchen und Farchant in einem Bogen entgleiste.

## Strecke

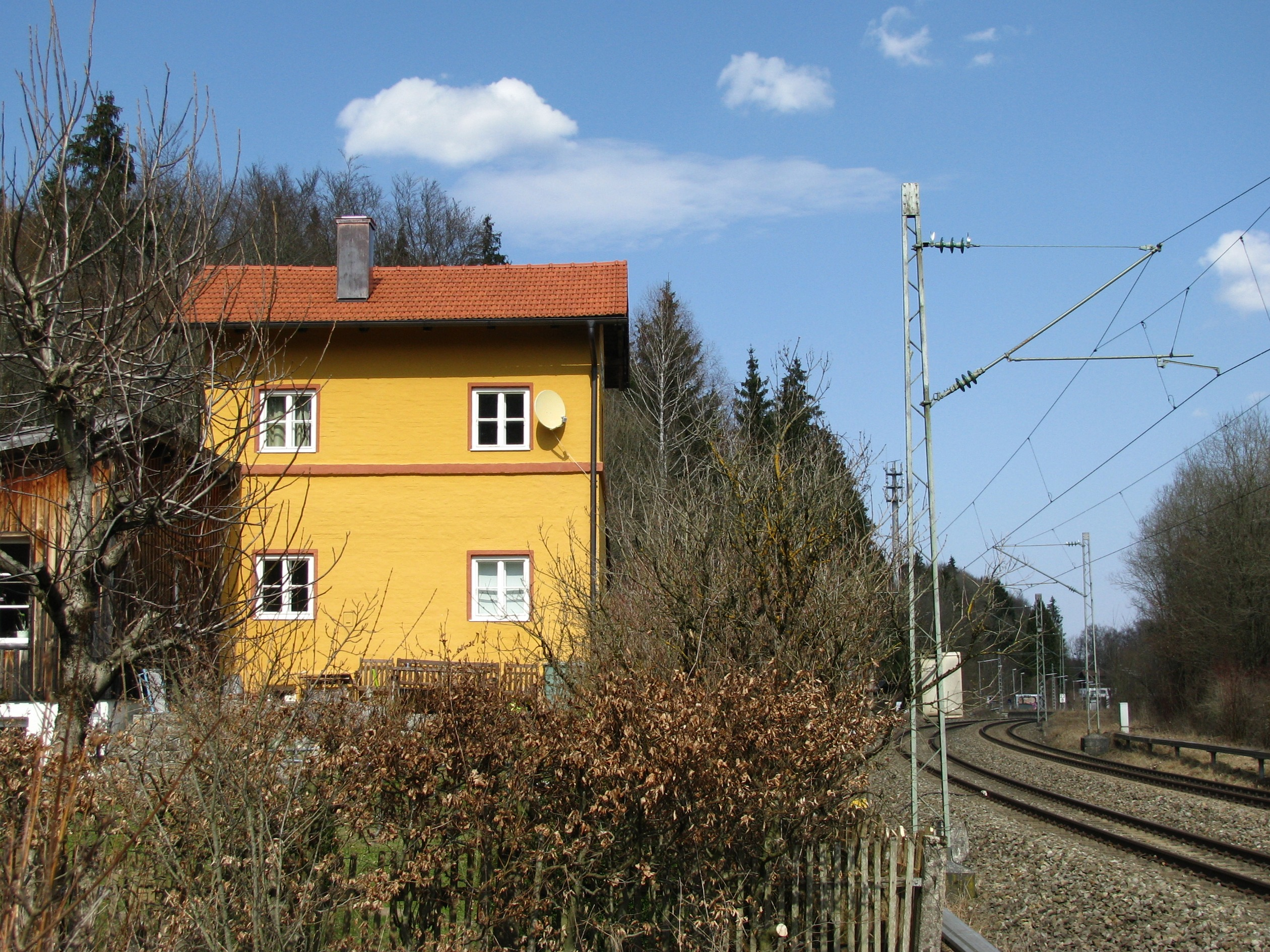
Streckenwärterhaus bei Mühlthal

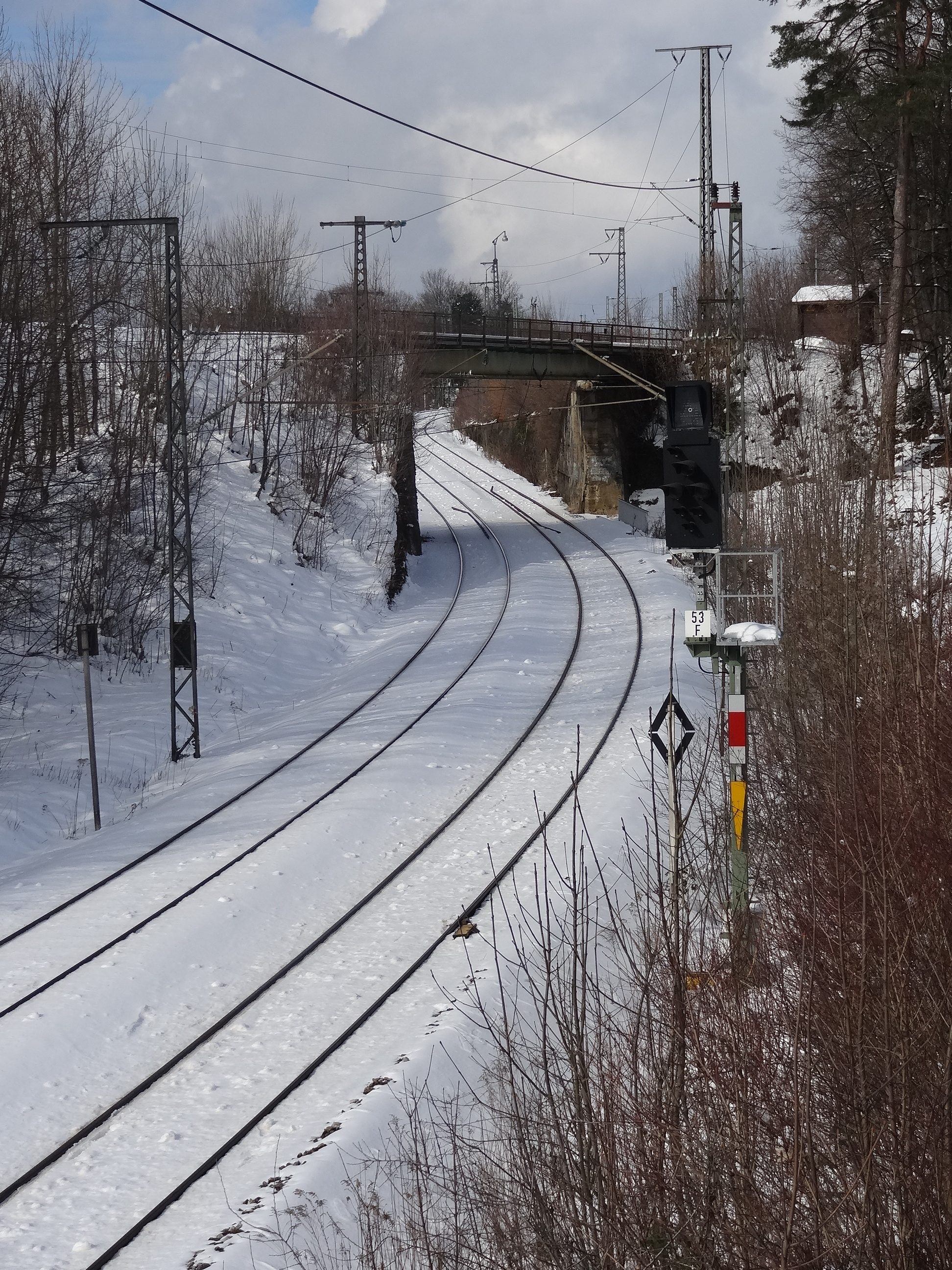
Überwerfungsbauwerk bei Murnau: Strecke nach Oberammergau überquert die Murnauer Rampe, Blick südwärts

### München – Murnau
Die Strecke beginnt am Starnberger Flügelbahnhof, heute München Hbf Gleis 27–36 genannt. Von dort aus führt sie parallel zur S-Bahn-Stammstrecke und zur Bahnstrecke München-Augsburg in der urbanisierten Münchner Schotterebene zum Bahnhof München-Pasing, wo sich die genannten Strecken teilen. In Pasing wurde die Würm bereits überbrückt und die Strecke wendet sich in einer Linkskurve südwärts Richtung Würmtal. Ab Gräfelfing führt sie westlich der Schotterebene zum eingetieften Würmtal teils in Waldgebieten entlang, welche die Strecke bis etwa zum Mühlthal nutzt, von wo aus sie dann durch die Endmoränentopographie nach Starnberg und zum Starnberger See abfällt. Bis Gauting wird die Strecke dabei von den parallel verlaufenden, durch die S-Bahn genutzten Vorortgleisen begleitet, danach wird die Strecke weiter bis Tutzing von der S-Bahn mitbenutzt.
Der Starnberger See wird im gleichnamigen Ort erreicht. Der Bahnhof von Starnberg, von dem aus die Alpen sichtbar sind, liegt direkt an der Uferpromenade. Westlich des Sees führt die Strecke, alsbald sich vom Seeufer noch in Starnberg am westlichen Geländerücken des Seebeckens entfernend und ansteigend, unter Überschreitung zahlreicher Hangbäche im Hinterland nach Tutzing, wo sich der Endbahnhof der S6 befindet. Außerdem beginnt hier die eingleisige, elektrifizierte Bahnstrecke nach Kochel. Nach Tutzing ist die Strecke noch für circa 1,5 Kilometer zweigleisig, bis bei Unterzeismering die Kochelseebahn abzweigt. Die Strecke wendet sich nun westwärts, um den eiszeitlich geprägten, gewässerreichen Geländerücken zum Ammertal zu bewältigen. Kurz vor Weilheim erreicht die eingleisige, nicht elektrifizierte Ammerseebahn die Strecke bereits am Talboden. Südlich des Bahnhofes von Weilheim zweigt die ebenfalls eingleisige und nicht elektrifizierte Bahnstrecke Weilheim–Peißenberg ab. Nun wird der Ammer rechtsseitig flussaufwärts bis etwa Huglfing gefolgt, wo man bereits in die Senke des Hungerbachs eingetreten ist. Nach Übergang in die Senke des Zeilbachs erreicht die Strecke Uffing, von wo aus man den Staffelsee sehen kann und dessen Becken am Ostrand umfahren wird.

### Murnau – Garmisch
In Murnau, an der Südostecke des Staffelsees, zweigt die Ammergaubahn nach Oberammergau ab, die die Hauptstrecke südlich des Bahnhofes mit einem Überwerfungsbauwerk überquert. Südlich von Murnau passiert die Strecke die Flyschzone und nimmt damit den steilen Abstieg mit 25 Promille (die „Murnauer Rampe“) an die Ramsach und hernach die Loisach, die am Südrand von Hechendorf überquert wird. Von Murnau bis Hechendorf ist die Bahnstrecke nun wieder ein kurzes Stück zweigleisig. Im Murnauer Moos hält sich die Trasse zunächst an dessen Ostrand weiter südwärts bis Eschenlohe, wo die Loisach überbrückt und ihr weiter teils westlichen Hangfuß, teils am Talboden im sich nun deutlich verengenden Loisachtal über Oberau und Farchant bis Burgrain gefolgt wird. Hier neuerliche Überbrückung des Flusses, um im sich weitenden Becken von Garmisch-Partenkirchen den gleichnamigen Bahnhof anzufahren. Hier, inmitten einer touristisch intensiv genutzten Region, schließt sich mit Sicht auf Karwendel- und Wettersteingebirge die Mittenwaldbahn an. Alternativ lassen sich über die Außerfernbahn und Bayerische Zugspitzbahn weitere alpine Ziele erreichen.

## Verkehr

### Personenverkehr

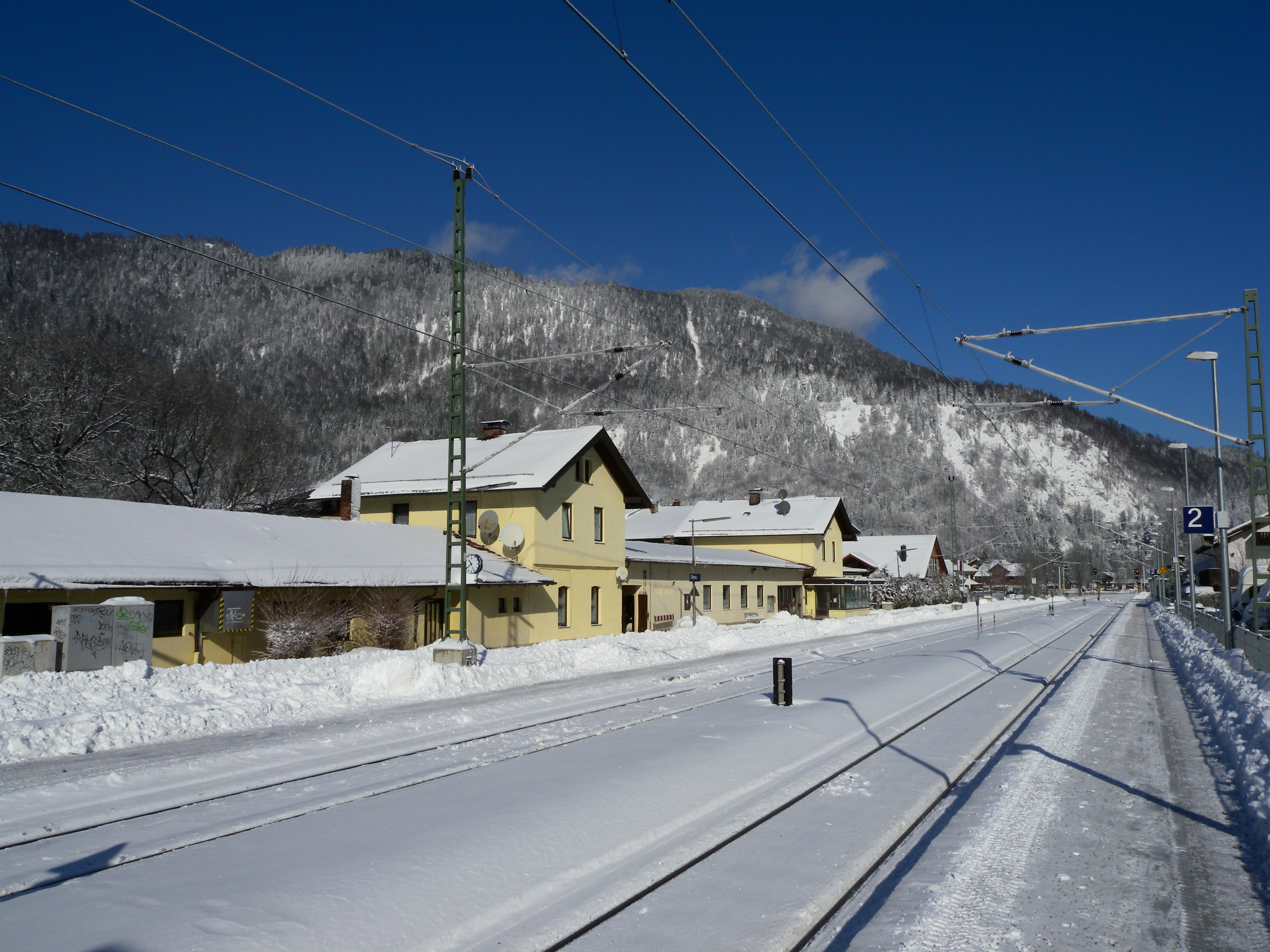
Bahnhof Oberau (2009)

Seit 1982 gibt es auf der Strecke einen Stundentakt, der seit 1994 als „Werdenfels-Takt“ vermarktet wird. Ab 1994 fuhren im Stundentakt Regionalbahnen der DB Regio von München nach Mittenwald, die im Zweistundentakt nach Innsbruck verlängert wurden. Es kamen Wendezüge aus n-Wagen zum Einsatz, die von Elektrolokomotiven der Baureihe 111 und bis 2011 auch von der Baureihe 110 gezogen wurden. Ab 2008 fuhren die in Mittenwald endenden Züge mit gemischten Wagengarnituren aus Doppelstockwagen und n-Wagen, während die in Innsbruck endenden Züge weiterhin aus reinen n-Wagen-Garnituren bestanden. Aufgrund der fehlenden Notbremsüberbrückung der n-Wagen-Züge musste DB Regio im Zeitraum 8. April 2013 bis 14. Dezember 2013 die Direktverbindung von München nach Innsbruck vorübergehend einstellen, sodass alle Züge in Mittenwald endeten.
Zum 15. Dezember 2013 vergab die Bayerische Eisenbahngesellschaft (BEG) den Schienenpersonennahverkehr auf der Strecke als Teil des Werdenfels-Netzes für weitere zwölf Jahre an DB Regio. Die Züge haben den Markennamen Werdenfelsbahn für den Verkehr im Halbstundentakt zwischen München und Weilheim; im Stundentakt geht es nach Garmisch-Partenkirchen. Dabei fahren im Zweistundenrhythmus Regionalbahnen von München nach Mittenwald, die teilweise bis Seefeld in Tirol verlängert werden. Des Weiteren verkehren jeweils vierstündlich Regionalbahnen von München nach Garmisch-Partenkirchen und von München nach Innsbruck. Zwischenhalte sind München-Pasing, Tutzing und alle Stationen südlich von Tutzing, die Fahrzeit beträgt rund 80 Minuten. Die Züge nach Seefeld führen einen Zugteil nach Reutte in Tirol mit, der in Garmisch geflügelt wird. Ergänzend stellen stündliche Züge zwischen München und Weilheim auf diesem Abschnitt den Halbstundentakt her. Die Weilheimer Züge führen einen Zugteil nach Kochel mit, der in Tutzing geflügelt wird und auf die Kochelseebahn übergeht. Außerdem verkehren in der Hauptverkehrszeit Regional-Express-Züge von München nach Mittenwald, die die Strecke in nur 70 Minuten zurücklegen. Diese Züge halten nur in München-Pasing, Weilheim, Murnau, Garmisch-Partenkirchen sowie Klais, sie werden teilweise noch mit Lokomotiven der Baureihe 111 und Doppelstockwagen gefahren. Ansonsten dominieren hier Triebwagen des Typs Bombardier Talent 2 (Baureihe 442).
Zusätzlich verkehren seit 13. Dezember 2009 freitags, samstags und sonntags einzelne Intercity-Express-Züge, deren Fahrzeit ebenfalls rund 80 Minuten beträgt. Das Zugpaar Karwendel fährt freitags und samstags von Hamburg-Altona über Berlin nach Mittenwald, samstags und sonntags in der Gegenrichtung. Im Winter wird er über die Mittenwaldbahn bis Innsbruck verlängert. Seit 5. November 2017 fahren jedoch keine Züge des Karwendel mehr über Garmisch-Partenkirchen hinaus (Stand: Januar 2018). Samstags fahren zudem die ICE-Zugpaare Zugspitze von Nürnberg nach Garmisch-Partenkirchen und in der Gegenrichtung nach Bremen, Wetterstein von Dortmund sowie Werdenfelser Land von Hamburg-Altona über Hannover nach Garmisch-Partenkirchen. Auf der Strecke verkehren die ICE-Baureihen 402, 403, 407 und 411. Die ICE-Züge halten in Tutzing, Murnau und Oberau. Bis 2007 gab es das Intercity-Zugpaar Karwendel von München nach Innsbruck.
Die FS Treni Turistici kündigte für den Zeitraum des Oktoberfestes 2025 insgesamt zwei Nachtzug-Paare Roma–München über Garmisch-Partenkirchen an.

### Güterverkehr
Die Strecke wies über viele Jahre ein beträchtliches Güteraufkommen auf. Dies lag vor allem am Hartsteinwerk Werdenfels, das bis zum Jahr 2000 circa 24 Millionen Tonnen Naturstein abgebaut hat. Dieses Gestein wurde in Eschenlohe und Hechendorf auf Züge verladen, die zwischen Hechendorf und Murnau aufgrund der starken Steigung zum Teil nachgeschoben werden mussten. Die für die Verladung notwendigen Abstellgeleise in Eschenlohe wurden im Jahr 2007 abgebaut, während die letzte Zugfahrt auf dem Anschlussgleis bereits 2001 erfolgte.
Planmäßiger Güterverkehr wird zur Bedienung der Streckenbahnhöfe nicht mehr angeboten.

## Ausblick
Seit vielen Jahren wird über mehrere Ausbauvarianten diskutiert. Ein geringfügiger Ausbau war in der Bewerbung für Olympische Winterspiele 2018 in München und Garmisch vorgesehen. Fahrgastverbände und örtliche Politiker verlangen den zweigleisigen Ausbau der Strecke im Abschnitt Tutzing–Murnau, so dass effektiv von München Hauptbahnhof bis Hechendorf zweigleisig ausgebaut wäre. Andererseits wollen Landespolitiker die Strecke „punktuell begradigen“, um eine höhere Streckengeschwindigkeit zu erreichen.
Mit Stand März 2021 wird die Wiedereinrichtung der Bahnhalte Wilzhofen und Polling von den betroffenen Gemeinden angestrebt. Laut einem Zeitungsbericht wird dazu ein zweigleisiger Ausbau der betroffenen Teilstrecke vorausgesetzt, der nicht vor 2030 in die Ausbauplanung aufgenommen werden könne; ohne diesen Ausbau könne der bestehende Taktverkehr nicht aufrechterhalten werden. In einer Fahrplan- und Infrastrukturstudie vom Juli 2022 wurde die Einrichtung regelmäßiger Verkehrshalte in Wilzhofen und in Polling untersucht. Ein Regionalbahnhalt in Wilzhofen würde die Fahrtzeiten für den angestrebte Fahrplan zu stark verlängern, ein Regional-S-Bahn-Halt wäre hingegen denkbar. Ein Ausbau des Bahnhofs Polling für regelmäßige Regionalverkehrshalte wurde in der Studie ebenfalls nicht weiter verfolgt, da der Bahnhof Polling zu siedlungsfern liegt und der Abschnitt Weilheim–Murnau als betrieblich angespannt gilt.
Mitte 2022 gab der Freistaat Bayern im Zuge der Initiative „MACH2“ bekannt, die DB Netz AG binnen Jahresfrist mit den Vorplanungen für den zweigleisigen Ausbau des 6 Kilometer langen Abschnitts Uffing–Murnau zu beauftragen. Bei einer Vorplanung handele es sich laut bayerischen Verkehrsministerium um deutlich konkretere Maßnahmen als bei einer Machbarkeitstudie. Ein tatsächlicher Ausbau des Teilstück werde damit deutlich wahrscheinlicher und sei laut ProBahn ein wichtiger Schritt für eine Taktverbesserung. Im März 2023 kündigte das Bayerische Staatsministerium für Wohnen, Bau und Verkehr an, die Deutsche Bahn mit der Vorplanung für den zweigleisigen Ausbau zwischen Uffing und Murnau sowie zwischen Eschenlohe und Oberau zu beauftragen.